# Municypal'nyj Futbol'nyj Klub Mykolaïv
L'MFK Mykolaïv (in ucraino Муніципальний футбольний клуб Миколаїв?) è una società di calcio di Mykolaïv, in Ucraina. Milita in Druha Liha, la terza serie del campionato ucraino di calcio.

## Storia
Nel 1992 prese parte alla prima edizione della Prem"jer-liha ucraina, finendo retrocesso. Nel 1998 vinse il campionato di Perša Liha. Nel 2006 e nel 2011 vinse il campionato di Druha Liha.
In Coppa d'Ucraina il miglior piazzamento sono stati gli ottavi, fino all'edizione 2016-17 nella quale ha raggiunto le semifinali.

### Denominazioni
- 1920-1922 Naval Factory
- 1922-1926 Marti-Badin Factory
- 1926-1926 Metalisty Mykolaiv
- 1927-1928 Raikom Metalistiv
- 1929-1935 Marti Factory
- 1936-1940 Sudnobudivnyk Mykolaiv
- 1941-1944 Occupazione nazista in Ucraina
- 1944-1949 Sudnobudivnyk Mykolaiv
- 1951-1952 Mykolaiv City
- 1953-1959 Avanhard Mykolaiv
- 1960-1965 Sudnobudivnyk Mykolaiv
- 1966-1966 Budivelnyk Mykolaiv
- 1967-1991 Sudnobudivnyk Mykolaiv
- 1992-1994 Evis Mykolaiv
- 1994-2002 SC Mykolaiv
- 2002- MFC Mykolaiv

## Palmarès

### Competizioni nazionali
- Perša Liha: 1

1997-1998
- Druha Liha: 2

2005-2006; 2010-2011

### Altri piazzamenti
- Coppa dell'Unione Sovietica:

Semifinalista: 1969
- Coppa d'Ucraina:

Semifinalista: 2016-2017
- Perša Liha:

Secondo posto: 1993-1994
- Druha Liha:

Terzo posto: 1998-1999

## Organico

### Rosa 2017-2018
| N. |                    | Ruolo | Calciatore            |
| -- | ------------------ | ----- | --------------------- |
|    | Ucraina (bandiera) | C     | Artem Bezsalov        |
|    | Ucraina (bandiera) | A     | Viktor Berko          |
|    | Ucraina (bandiera) | D     | Yevhen Santrapinskykh |
|    | Ucraina (bandiera) | C     | Vahe Sarkisyan        |
|    | Ucraina (bandiera) | C     | Yuriy Batyushin       |
|    | Ucraina (bandiera) | P     | Oleksiy Mayboroda     |
|    | Ucraina (bandiera) | C     | Dmytro Koshelyuk      |
|    | Ucraina (bandiera) | D     | Vitaliy Momot         |
|    | Ucraina (bandiera) | C     | Anton Mukhovykov      |
|    | Ucraina (bandiera) | C     | Serhiy Hvozdevych     |
|    | Ucraina (bandiera) | C     | Andriy Kovalyov       |

| N. |                    | Ruolo | Calciatore         |
| -- | ------------------ | ----- | ------------------ |
|    | Ucraina (bandiera) | P     | Amir Ahalarov      |
|    | Ucraina (bandiera) | A     | Ivan Morozov       |
|    | Ucraina (bandiera) | D     | Vitaliy Pavlov     |
|    | Ucraina (bandiera) | C     | Yuriy Bulychev     |
|    | Ucraina (bandiera) | C     | Oleh Solovey       |
|    | Ucraina (bandiera) | P     | Roman Chumak       |
|    | Ucraina (bandiera) | D     | Dmytro Sartina     |
|    | Ucraina (bandiera) | D     | Dmytro Nazarenko   |
|    | Ucraina (bandiera) | C     | Valeriy Rohozynsky |
|    | Ucraina (bandiera) | A     | Yevhen Vitenko     |